# Helen Keller
Helen Adams Keller, ameriška slepa in gluhonema pisateljica, politična aktivistka in predavateljica, * 27. junij 1880, Tuscumbia, Alabama, ZDA; † 1. junij 1968, Easton, Connecticut.
Rodila se je kot hči stotnika (vojska konfederacije) Arthurja Henleya Kellerja in matere Kate Adams Keller (hčerke generala vojske konfederacije). Na svet je privekala kot normalen otrok, kasneje pa je, sicer še v zgodnjem otroštvu-pri devetnajstih mesecih, oglušela in oslepela, kar naj bi bila posledica bolezni. Bila je prva gluhoslepa oseba, ki je diplomirala. S pomočjo učiteljice Anne Sullivan se je uspela prebiti in začeti normalno življenje. Ta se je Helen prva uspela zares približati in ji pomagala premagati veliko oviro, ki jo je zanjo predstavljala popolna nezmožnost komuniciranja ali lepše rečeno nepoznavanje možnosti komunikacije. Zgodba o njunem odnosu, ki je pomagal Helen na poti k napredku, je postala znana preko dramatičnih upodobitev in s pomočjo filma The Miracle Worker. 
Tej izjemni, talentirani avtorici potovanje ni bilo tuje, odlikovala pa jo je tudi zmožnost zagovarjanja njenih prepričanj brez dlake na jeziku. Bila je članica Socialistične stranke Amerike in Industrijskih delavcev sveta in se je zavzemala za volilno pravico žensk, pravice delavcev, za socializem in druge podobne cilje.